# Serianus minutus
Serianus minutus es una especie de arácnido del orden Pseudoscorpionida de la familia Olpiidae.

## Distribución geográfica
Se encuentra en Austin y Texas (Estados Unidos).